# Pozo del Camino
Pozo del Camino es una pedanía perteneciente a los municipios de Ayamonte e Isla Cristina. Está situada a unos 45 km de Huelva, capital de la provincia, 1'2 km de Isla Cristina y 9'5 km de Ayamonte. Por Pozo del Camino discurre la carretera A-5150 que une la carretera nacional 431 con Isla Cristina y la HV-4121 que une esta pedanía con La Redondela. Tradicionalmente Pozo del Camino ha estado dedicado a la pesca, pero actualmente se emplea más en actividades agropecuarias y segunda residencia.

## Población

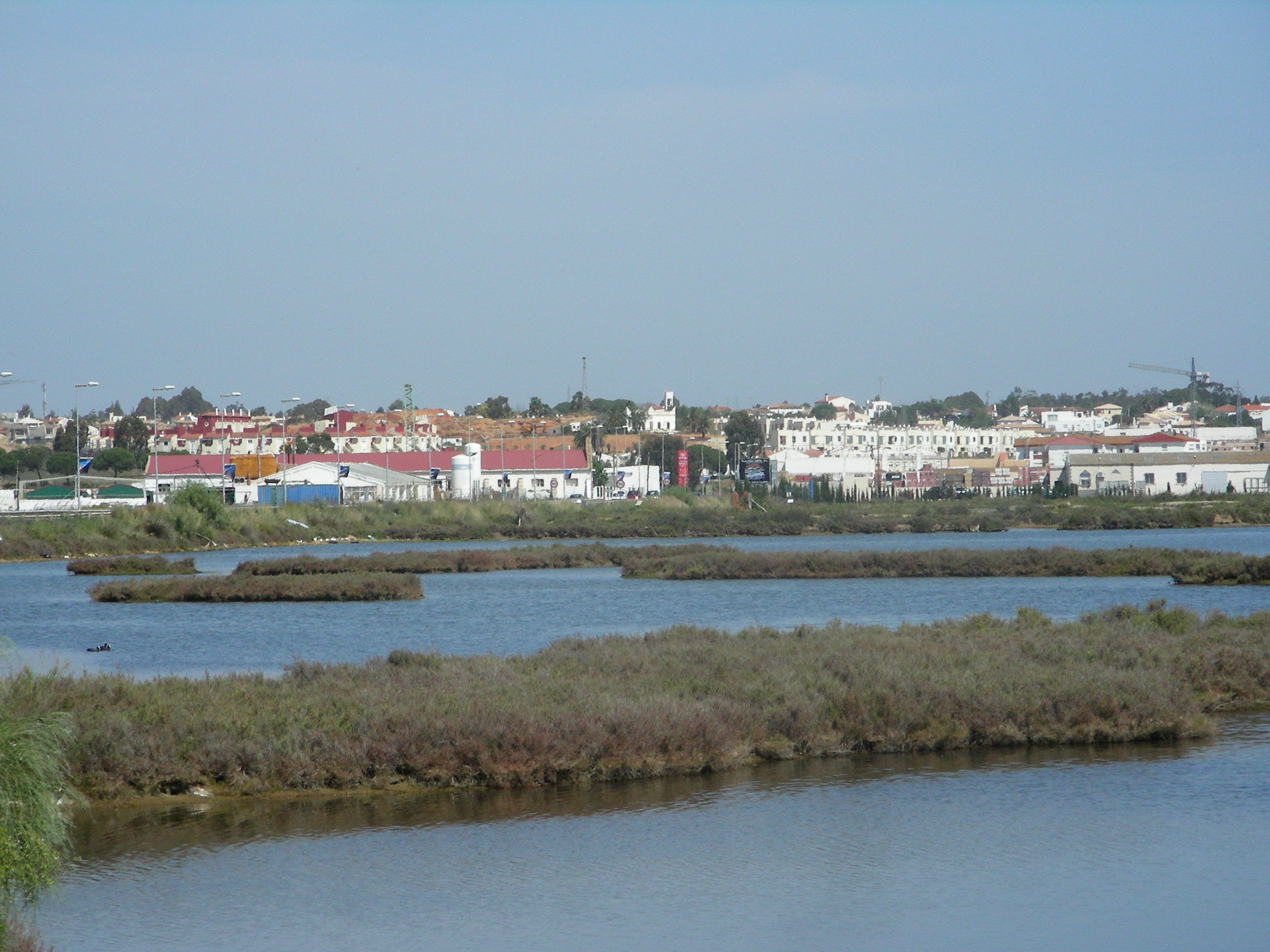
Vista general desde Isla Cristina

Pozo del Camino es una localidad entre dos municipios a la que desde los años 1930, con la llegada del ferrocarril se le han añadido urbanizaciones aledañas. Pozo del Camino está dividido entre los términos municipales de Isla Cristina y Ayamonte y a su trama urbana se le agregan las barriadas de la Estación (iniciada en los años de la construcción del ferrocarril Huelva-Ayamonte) y Villa Antonia (desde los años 1950 y continuamente ampliada desde entonces), que hace las veces de urbanización dormitorio de Isla Cristina (a menos de tres kilómetros de distancia).
| Municipio                     | Entidad de población  | Entidad singular        | Población |
| ----------------------------- | --------------------- | ----------------------- | --------- |
| Ayamonte                      | Pozo del Camino       | Barriada de la Estación | 103       |
| Ayamonte                      | Pozo del Camino       | Pozo del Camino         | 784       |
| Ayamonte                      | Pozo del Camino       | Total entidad de pob.   | 887       |
| Isla Cristina                 | Pozo del Camino       | Pozo del Camino         | 178       |
| Isla Cristina                 | Pozo del Camino       | Diseminado              | 34        |
| Isla Cristina                 | Pozo del Camino       | Total entidad de pob.   | 212       |
| Total Pozo del Camino         | Total Pozo del Camino | Total Pozo del Camino   | 1.099     |
| Fuente: INE, 2014 Nomenclátor |                       |                         |           |

| Municipio          | Entidad de pob.    | Población |
| ------------------ | ------------------ | --------- |
| Ayamonte           | Pozo del Camino    | 887       |
| Ayamonte           | Villa Antonia      | 302       |
| Isla Cristina      | Pozo del Camino    | 212       |
| Total trama urbana | Total trama urbana | 1.401     |
| Fuente: INE, 2014  |                    |           |

## Historia
Los orígenes de Pozo del Camino se remontan al siglo XVIII, apareciendo ya en 1704 cuando el Judiano se establece en La Redondela y crea su propio fortín, construyendo todo lo que fue conocido como Huerta Noble, El Olivar, etc.
Ya en aquellos años existía un pozo en el camino que, desde La Redondela, conducía hasta Ayamonte. Junto al pozo existía un apeadero de diligencias, amén de algunos corrales de ganado, y algunas casas y chozas construidas junto al pozo.
En 1704, y al concluir la construcción de La Huerta Noble, se establece en este lugar el llamado cura Alférez, que es quien realmente realiza la fundación, pasando a llamarse Pozo del Cura Alférez, y así se denomina a nuestro pueblo hasta que en 1871 los ayuntamientos de Ayamonte y La Redondela y, tras varias disputas, delimitan los términos quedando constituidos de la siguiente manera:
- 1.º Mojón. En la orilla derecha de la desembocadura del estero Placerón o del Pozo del Camino, que va desde este punto al estero grande de Isla Cristina.
- 2.º A la conclusión del mismo estero frente a la calleja que forman las casas de Ayamonte y La Redondela (calle Vista Alegre).
- 3.º En el Pozo del Cura Alférez o del Camino siguiendo a buscar las esquinas derecha de la cerca de Clemente Gutiérrez, a formar vallado que está sobre los hornos de cal.
- 4.º A la salida del callejón que forman los vallados en la entrada de la carretera.
- 5.º Siguiendo la carretera que es la de Isla Cristina en el borde del lado izquierdo, en el confín de la hacienda de Manuel Rojas Santana.
- 6.º Siguiendo la carretera frente a la conclusión de la hacienda de Manuel Rojas Santana.
- 7.º Dejando otra carretera a la derecha en lo alto de un cabezo y sito que ocupó la caseta de Domingo Díaz, línea recta con la anterior.
- 8.º Línea recta con el que procede en el borde de la carretera de Ayamonte a Lepe, sito de los cuatro caminos, como a 60 metros de la 2.ª caseta de peones camineros.
- 9.º Siguiendo el carril de los cuatro caminos, en el Pozo de Vallejudío punto donde terminan ambos términos.

Así pues quedaron definitivamente establecidos los términos jurisdiccionales entre La Redondela y Ayamonte en el Pozo del Camino; entendiéndose como parte perteneciente a La Redondela en exposición más comprensiva de datos toda la que va desde la carretera que atraviesa la Barriada hasta la misma Redondela y el terreno en sentido diagonal desde el Pozo hasta la finca de Don Juan Orta.
En 1877 pasa a depender de Isla Cristina, pues se anexionan junto con La Redondela. Entonces los Ayuntamientos de Ayamonte e Isla Cristina se comprometen a sufragar los gastos municipales ya que el núcleo de población pertenece a ambos municipios. Así pues en el año 1947 se edifica el templo dedicado al culto de Nuestra Señora la Virgen María en su adoración de María Auxiliadora.
También contaba Pozo del Camino con sus alcaldes pedáneos así como la casa cuartel de la Guardia Civil. Con la llegada del párroco Don Luis Pajares se construye la escuela cuartel y casa parroquial, dándole mayor auge al pueblo y sirviendo de ejemplo a otras localidades que confiaron del esfuerzo que todos los vecinos de Pozo del Camino realizaron para tal empeño. Tras largo tiempo estuvo dándosele culto a la imagen de Nuestra Señora María Auxiliadora en distintos lugares de la población; por citar algunos junto al patio de vecinos más conocido como “El Corralón” y “Los Caireles” hasta la construcción del Templo (Ermita) de Mª Auxiliadora que se construyó en 1947, siendo bautizados en él por primera vez los niños José Cavet Navarro (quien donó la pila bautismal) y Manuel Zamorano Rodríguez.
El lugar donde se asienta Pozo del Camino era paso obligado para las personas que se dirigían a Isla Cristina desde el norte y a Ayamonte tanto desde Isla Cristina como desde La Redondela; así, en los alrededores se crean bastantes casas y núcleos de población, como ha sido una de las últimas en desarrollarse, La Barriada de la Estación, el alto de Don Gaspar y así otras más recientemente a lo largo del camino que conduce hasta Ayamonte. Al perder importancia la antigua vía de comunicación que une La Redondela y Ayamonte y desaparecer el ferrocarril, el eje de crecimiento de Pozo del Camino pasa de ser este-oeste a ser compensado por otro norte-sur, dándole menos apariencia de pueblo-calle.
Cuenta en la actualidad Pozo del Camino con las urbanizaciones de Vista Alegre, Villa Antonia y Santa Marta que, si bien se encuentran en el término de Ayamonte, bien se puede decir que son parte de este pueblo, ya que están vinculados a ellos.
Por su condición de gente abierta, noble y campechana Pozo del Camino es muy querido por las gentes que lo visitan y el conjunto de pueblos que lo rodean.

## Fiestas
- El 5 de enero se celebra la Cabalgata de Reyes Magos, conocida porque los reyes van a caballo o charret y la cantidad de juguetes que se reparten.
- En Semana Santa, el miércoles es el único día que salen procesiones: procesionan por las calles las imágenes de Padre Jesús, Cristo Crucificado y la Virgen de los Dolores.
- La Romería de María Auxiliadora se celebra el primer domingo de mayo en su honor, cuando la patrona es trasladada en carreta de bueyes a un pinar de la proximidad donde permanece durante todo el día, hasta la noche cuando es devuelta a su ermita.
- A finales de junio se celebran las fiestas patronales con una duración de cuatro días en los que se realizan distintas actividades deportivas, culturales y religiosas y donde se elige a la reina infantil y juvenil y en la que el domingo suele prepararse un toro de fuego durante la madrugada.

## Lugares de interés
- Paraje Natural de las Marismas de Isla Cristina.
- Ermita de María Auxiliadora: patrona de la localidad.
- El Pozo: símbolo del pueblo.
- Vía Verde Litoral: aprovechando el antiguo trazado del ferrocarril existe este sendero ciclable también aprovechado para la observación de las aves del Paraje Natural.
- Molino de mareas: punto de interpretación de las marismas y ecomuseo.